# Quatuor Capet
Pour les articles homonymes, voir Capet.

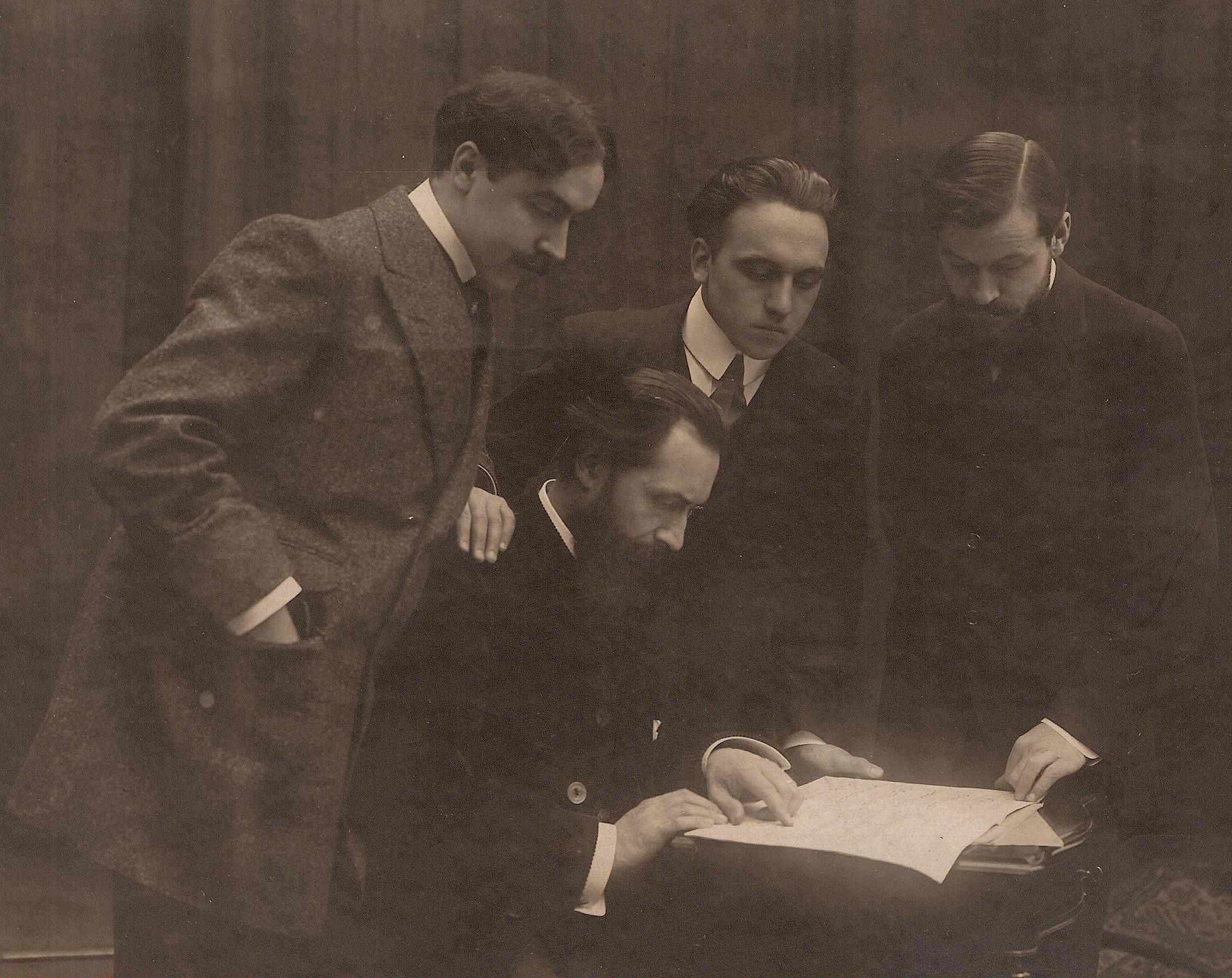
Henri Casadesus, Lucien Capet, Marcel Casadesus, Maurice Hewitt.

Le Quatuor Capet est un quatuor à cordes français, fondé en 1893, qui a existé jusqu'en 1928 ou plus tard. Il a réalisé un certain nombre d'enregistrements et a été considéré comme l'un des plus importants de son temps.

## Membres
Les membres du Quatuor Capet (à part le chef, Lucien Capet, 1893–1928) ont connu cinq formations et sont présentés différemment selon les sources. La composition de l'équipe originale a inclus un musicien nommé Giron (1893–1899), Henri Casadesus (1893–1899, 1903–1905 et 1909–1914) et Marcel Casadesus (1909–1914) – oncles du célèbre pianiste Robert Casadesus – qui jouaient de l'alto et du violoncelle au sein du groupe et qui ont souvent répété dans la demeure familiale des Casadesus.
En 1903, on trouvait (après avoir été brièvement composé de Firmin Touche, 2e violon, Édouard Nadeau, alto et Cros Saint-Ange, violoncelle en 1903, année du retour parisien de Capet) :
- Premier violon : Lucien Capet
- Second violon : André Touret
- Alto : Louis Bailly
- Violoncelle : Louis Hasselmans

En 1909, (Touret jouant dans le quatuor Boucherit-Hekking et Hasselmans se consacrant à la direction d'orchestre) l'équipe s'est presque fixée et après l’interruption de la guerre, et à la mort de Marcel Casadesus, a poursuivi dans les années 1920 jusqu'à faire les enregistrements bien connus :
- Premier violon : Lucien Capet
- Second violon : Maurice Hewitt
- Alto : Henri Benoît
- Violoncelle : Marcel Casadesus (1909–1914) puis Camille Delobelle (1918–1928)

## Origines
Lucien Capet (Paris, 1873) a été élève de Morin au Conservatoire de Paris et se produit  souvent comme un soliste, notamment avec les Concerts Lamoureux. Il enseigne au Conservatoire de Bordeaux de 1899 à 1903 (ce qui interrompt les concerts de l'ensemble) et à partir de 1907 à Paris. Il laisse trois quatuors à cordes et un ouvrage sur l'art de l'archet. 
Louis Hasselmans (Paris, 1878) remporte le premier prix au Conservatoire de Paris en 1893 et joue ensuite  comme violoncelliste avec les Concerts Lamoureux. Plus tard, il a également été chef d'orchestre, notamment attaché à l'Opéra Comique. 
En 1924, même s'il a été dit que le quatuor s'est consacré principalement à l'interprétation du répertoire de Beethoven, il a consacré quelques concerts chaque année à la musique moderne. Il est considéré comme le quatuor à cordes le plus célèbre de tous les quatuors français, avec son cadet le Quatuor Calvet.

## Enregistrements
Effectués vers 1925-1930.
- Beethoven : Quatuor en la majeur op 18 n° 5 (1927, Columbia Records D 1659-62).
- Beethoven : Quatuor en fa majeur op 59 n° 1 (Columbia D 15065-70).
- Beethoven : Quatuor en mi-bémol majeur « les harpes », op 74 (Columbia L 2248-51).
- Beethoven : Quatuor en do-dièse mineur, op 131 (1928, Columbia L 2283-87).
- Beethoven : Quatuor en la mineur, op 132 (1927, Columbia L 2272-76).
- Mozart : Quatuor en ut majeur K 465 (1927, Columbia L 2290-93).
- Schumann : Quatuor en la mineur op 41 n ° 1 (Columbia L 2329-31).
- Debussy : Quatuor en sol mineur op 10 (1893) (Columbia D 15085-8).
- Franck : Quintette en fa mineur - avec Marcel Ciampi, piano (Columbia D 15102-6).
- Haydn : Quatuor en ré majeur op 64 n° 5 « L'Alouette » (Columbia D 13070-2).
- Ravel : Quatuor en fa majeur (Columbia D 15057-60).
- Schubert : Quatuor en ré mineur « La jeune fille et la mort » (Columbia D 15053-6).

Une réédition la plus complète a été entreprise par le label Opus Kura en cinq volumes. Les Beethoven ont paru chez Strings et une anthologie avec Debussy, Ravel chez Biddulph.

## Sources et bibliographie
- A. Eaglefield-Hull, A Dictionary of Modern Music and Musicians (Dent, Londres 1924) (OCLC 397920)
- Lucien Capet La Technique supérieure de l'archet où abondent les exemples et les détails (Paris, 1916 ; rééd. 1952 Salabert) (OCLC 65892302 et 21434450)
- R.D. Darrell, The Gramophone Shop Encyclopedia of Recorded Music (New York, 1936) (OCLC 598224)
- François Laurent (propos recueillis par), « Le Quatuor Capet par Chiara Banchini », Diapason, Paris, no 544,‎ 2007, p. 112 (ISSN 1292-0703, OCLC 31049180)